# Caenis edwardsi
Caenis edwardsi is een haft uit de familie Caenidae. De wetenschappelijke naam van de soort is voor het eerst geldig gepubliceerd in 1939 door Kimmins.
De soort komt voor in het Afrotropisch gebied.